# Coleophora eupreta
Coleophora eupreta é uma espécie de mariposa do gênero Coleophora pertencente à família Coleophoridae.